# Tapina americana
Tapina americana là một loài bọ cánh cứng trong họ Cerambycidae.